# 도굴왕
《도굴왕》은 대한민국의 소설가인 산지직송이 저술한 판타지,액션 소설이며 조아라, 카카오페이지, 네이버, 리디북스에서 연재가 되었다.
2019년 6월 30일부터 카카오페이지에서 웹툰을 연재 중이다.

## 개요
대한민국의 판타지 웹툰/웹소설 중 베스트셀러로 볼 수 있다. 웹툰은 소설을 원작으로 했으며 원작 소설의 작가는 산지직송이다.
소설은 2016년 5월 2일 조아라에서 연재를 시작해 카카오페이지와 네이버 시리즈, 리디북스 등에 연재됐으며 본편은 2017년 9월 15일에 완결, 외전과 후일담 연재는 2018년 5월 4일에 끝났다.
웹툰은 2019년 6월 30일 카카오페이지에서 연재 시작되어 매주 화요일, 금요일에 업로드 된다.
2020년 11월 12일 도굴왕 웹툰의 단행본이 출시되었다.

## [작품 소개]
현대에 출몰한 신의 무덤.
유물로 영웅의 능력을 쓰게 된 사람들, 부를 얻게 된 사람들.
그리고 그 유물을 털어가는 의문의 도굴꾼이 나타났다.
"아이씨, 미치겠네. 여기도 또 그자식이 다 털어 갔냐!"
네 것도 내것. 내 건 당연히 내것.
다시 살아난 도굴꾼, 인성갑, 핵사이다 주인공.
그가 세상 모든 무덤을 접수하기 시작한다!

## [인물 소개]
서주헌
아이린 홀튼
이설아
율리안 밀러
유재하
클로에 로랑
권태준
일리야
에드워드
키이라
진채원

## 1. 서주헌
<도굴왕>의 주인공이자, 그를 수식하는 수식어들이 많다. (강탈왕, 포식왕, 마제스티, 도굴왕)
유물 출현 이전에는 본인도 모르게 미술품으로 위장한 마약 운반일을 했다. 이후 유물이 나타난 이후 서주헌도 나중에 유물 발굴에 뛰어들었다.
38살에 권 회장에게 배신당하여 단원들을 모두 잃고 자신도 다리가 잘리면서 죽기 직전, 까마귀 유물을 통해 15년 전의 과거로 돌아온다.
자신을 죽인 권 회장에게 복수를 다짐하며, 이전의 기억을 가지고 무덤들을 선점하며 유물들을 독점한다.

도굴보다는 강탈, 폭력, 납치, 노예계약 등 온갖 나쁜 일들을 일삼아서 주인공인지, 악당인지 헷갈릴 정도.

## 2. 아이린 홀튼
금융 재벌 홀튼 가의 막내딸 기생형 유물인 파산의 유물을 소유하고 있다.
파산의 힘 때문에 아이린 홀튼의 곁에 있는 것만으로도 보통은 상상도 안되는 일이 일어난다. (주식이 폭락하거나, 집에 불이 난다거나 등)
또한 파산의 힘 이외에 재물의 힘을 가지고 있으며 그 힘을 이용해 물건을 황금으로 바꿀 수 있다.
파산의 유물의 리스크는 마음속의 욕망을 강제로 이루게 한다

### 웹툰
- 도굴왕 - 카카오페이지 [단독]

### 웹소설
- 도굴왕 - 카카오페이지 , 조아라